# Kavango (Ethnie)

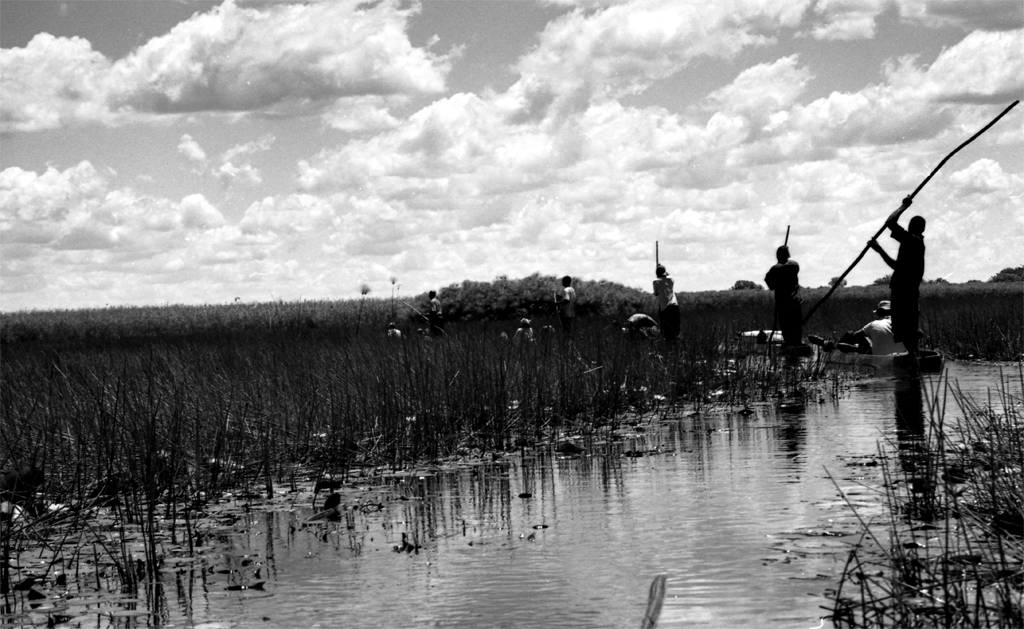
Mokoro-Gondoliere auf dem Okavango (hier im Okavango-Delta)

Die Kavango (RuKwangali: MuKavango, englisch Kavango people) sind eine Gemeinschaft fünf namibischer Volksstämme von rund 200.000 ursprünglich aus Ostafrika stammenden Schwarzafrikanern. Die Geschichte der Kavango ist zu großen Teilen noch unerforscht, sie leben jedoch seit spätestens dem 16. Jahrhundert beidseitig des heute zwischen Angola und Namibia verlaufenden Grenzflusses Okavango und seit Anfang des 20. Jahrhunderts in überwiegender Mehrheit nur mehr in den auf der südlichen Flussseite gelegenen gleichnamigen Regionen Kavango-West und Kavango-Ost.

## Etymologie
Etymologisch geht die Bezeichnung „Kavango“ auf die portugiesische Bezeichnung Cubango/Kubango für den (gesamten) Fluss zurück, die erst zu Kavango und dann durch das aus dem Otjiherero stammende Präfix "O" zu Okavango wurde. Der Begriff Kavango erfuhr währenddessen eine semantische Ausweitung und bezog sich erst auf den Fluss, dann auf das Territorium beidseitig des Flusses und später auch auf die an ihm lebende Bevölkerung.

## Geschichte
Die Kavango stammen ursprünglich aus einem Gebiet im Südwesten des heutigen Tansania und wanderten erst in das östlich des Kwando gelegene Marschland bei Mashi, ein Gebiet in der heutigen Westprovinz von Sambia. Die bereits am Kwando herausgebildeten fünf Stämme zogen dann, aufgrund von Kämpfen mit örtlichen Völkern und einer anhaltenden Dürre, zwischen dem 16. und 18. Jahrhundert in mehreren zeitlichen Etappen weiter an den Okavango:
- die Kwangali und Mbunza in die Gebiete westlich des heutigen Rundu, 

- die Shambyu und Gciriku in die Gebiete östlich davon und 

- die Mbukushu in das daran anschließende Gebiet nördlich des Okavango-Deltas im Caprivizipfel.
Diese Gebiete links und rechts des Okavango waren um diese Zeit nur noch von wenigen der vor allem zwischen dem 9. und 12. Jahrhundert hier lebenden San bewohnt, die infolge der Neuankömmlinge teilweise weiter südlich zogen, teilweise in der Gesellschaft der Kavango aufgingen. Insbesondere die Mbukushu, der östlichste Stamm der Kavango, vermischten sich hier mit der Bevölkerung der (hier noch und) südöstlich lebenden San-Stämme der Zhu-ǀhoa, ǁGhanikhoe und ǁAni-Kxoe – und auch einigen Herero. Die Mbukushu nehmen heute auch kulturell eine Sonderstellung unter den Kavango ein: nicht nur unterscheidet sich ihre Sprache mehr von denen der anderen Kavango-Sprachen, auch waren sie unter ihnen die einzigen, die noch bis ins 20. Jahrhundert die Kunst des Regenmachens praktizierten. Auf dem anderen, westlichen Ende des Siedlungsgebiets der Kavango bestehen vor allem zwischen den Kwangali und den Owambo, die mit den Kavango verwandt sind, viele familiäre Banden.
Im Verlauf des 19. und 20. Jahrhunderts kam es – erst bedingt durch Flucht vor innerafrikanischen Sklavenhändlern, Vertreibung und später durch den Bürgerkrieg in Angola – zu einer Zuwanderung verschiedener Völker aus dem Norden und zu einer weiteren Vermischung der Kavango um Bevölkerungsminderheiten der Chokwe und Nyemba. Die portugiesische Kolonialpolitik und der Bürgerkrieg verursachten schließlich auch die Übersiedlung fast aller Kavango auf die zu Namibia gehörende südliche Flussseite des Okavango. Die Nordseite ist seitdem sehr dünn besiedelt und es gibt hier auch keine nennenswerten größeren Siedlungen. Die Grenze zwischen den zwei Staaten ist jedoch künstlich, da die Kavango seit Jahrhunderten beidseitig des Okavango leben.
Seit einem jüngst mit Angola zustande gekommenen Grenzabkommens können die Anwohner beidseitiger Grenzgebiete jedoch wieder – auch ohne offizielle Ein- und Ausreise – das jeweils andere Land bis zu gewissen Grenzen frei besuchen. Diese Bestimmung gilt jedoch nicht für Besucher oder Touristen.

### Bevölkerungsentwicklung
Zwei unabhängig voneinander durchgeführte Bevölkerungsschätzungen aus dem Jahre 1903 sind die ältesten Quellen zur Bevölkerungszahl der Kavango. Damals schätzte man für die Kwangali zwischen 1500 und 2000 Menschen, für die Mbunza rund 1000, für die Gziriku rund 1300 und für die Mbukushu rund 4500; insgesamt rund 9.000 Menschen (ohne die zu dieser Zeit im Exil lebenden Sambyu). In den 60er Jahren belief sich die Bevölkerung auf bereits über 60.000 und ist bis heute – vor allem aufgrund einer für Entwicklungsländer typischen Bevölkerungsexplosion, aber auch wegen der Zuwanderung aus Angola – auf knapp 200.000 angestiegen (dies entspricht derzeit rund 10 % der Gesamtbevölkerung Namibias). Für das Jahr 2030 wird für die Regionen Kavango-West und Kavango-Ost von einem weiteren Anwachsen auf über 350.000 und bis 2050 auf über 450.000 ausgegangen. Dies trotz anhaltender Abwanderung vieler Kavango in andere Regionen von Namibia.

## Wirtschaft und Kultur
Der für die Kavango namensgebende Okavango zählt neben dem Sambesi und dem Oranje zu den drei größten Flüssen des südlichen Afrika und ist für sie und bereits früher hier lebende Völker Lebensader und Lebensgrundlage. Dies, zum einen wegen seines auch heute noch großen Fischreichtums (u. a. auch Tigersalmler), zum anderen auch durch die während der Regenzeit (Februar, März) auf beiden Uferseiten überschwemmten, fruchtbaren Gebiete. Die Kavango sind insofern ein Flussvolk und leben heute wie früher vor allem vom Fischfang und dem Ackerbau (u. a. Anbau von Mahangu, Sorghumhirse, Mais und Feldfrüchte), wodurch sich eine auf den Eigenbedarf und weniger auf Produktion für den Markt ausgerichtete landwirtschaftliche Kultur entwickelte (Subsistenzwirtschaft). Die Männer übernehmen dabei traditionell die Bewirtschaftung des Bodens und den Großteil der Ernte, während die Frauen für die Bestellung und Bewirtschaftung der Felder verantwortlich sind. In geringerem Umfang wurde auch Viehzucht betrieben; verbreitet ist eine örtliche Unterart des Watussirindes. Jäger und Sammler kommen vor allem bei den ca. 10.000 im trockenen Inland lebenden Kavango vor, waren jedoch Importe anderer Kulturen, namentlich einiger San-Volksstämme wie den Hai-ǁom und anderer, die auch den Großteil der Eisenverarbeitung der Kavango übernahmen.

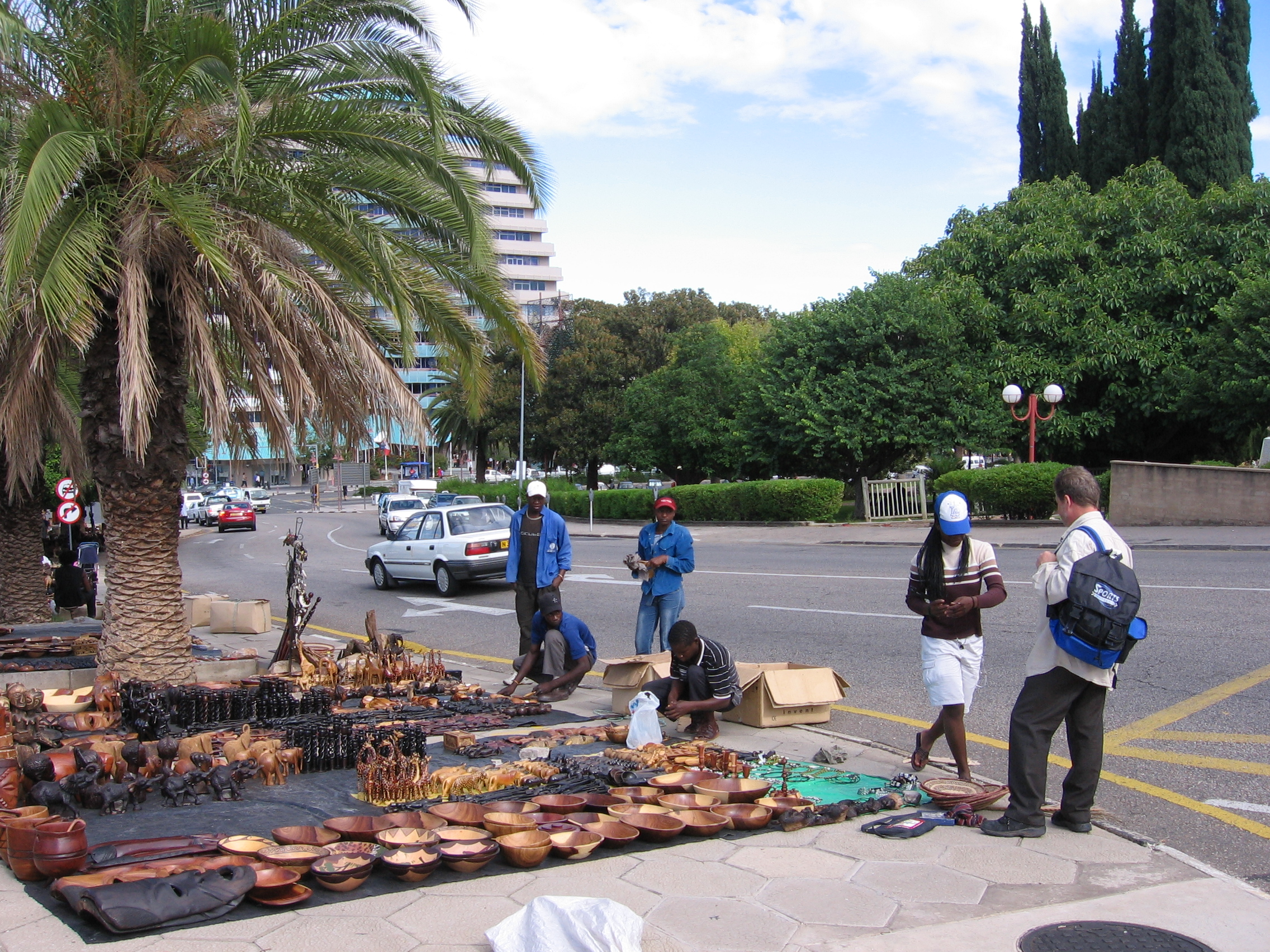
Kunsthandwerk der Kavango-Holzschnitzer im Straßenverkauf in Windhoek

Ein anderer kulturell bedeutender Wirtschaftszweig ist das Kunsthandwerk der Kavango-Holzschnitzer, deren Arbeiten heute in ganz Namibia verkauft werden. Die Kavango-Holzschnitzer stammen größtenteils von den aus Angola und dem Kongo eingewanderten Chokwe ab, bei denen dieses Handwerk sehr verbreitet ist. Sie schnitzen vorwiegend aus dem Holz einer Art Blutholzbäume (Pterocarpus angolensis), die in Kavango und dem Sandveld des Kalahari-Beckens wachsen. Zu den hergestellten Kunsthandwerken zählen eine Reihe zeremonieller Trommeln, Musikinstrumente, verschiedene Haushaltsgegenstände, Ornamente, Wanddekorationen, Masken, Küchenutensilien und Möbel wie Stühle und Tische aber auch Kanus (Mokoros). Das Holzschnitzen ist eine Berufsdomäne der Männer; Frauen hingegen weben zumeist Körbe und erzeugen Töpfe und Ornamente aus Ton.
Wegen der attraktiveren Arbeitsplatzbedingungen in den Städten Zentral- und Südnamibias ziehen viele gelernte Fischer aus dem Kavango in die Hafenstädte Walfischbucht und Lüderitz. Die Kavango-Holzschnitzer suchen oft den Absatz ihrer Produkte in den touristisch besser erschlossenen Städten Windhoek, Swakopmund und Okahadja.

### Sprachen
Die Kavango-Sprachen sind eng miteinander verwandte Bantusprachen. Das Kwangali, die Sprache der Kwangali und Mbunza; Shambyu und Gciriku (auch als Rumanyo zusammengefasst) sind die Sprachen der Shambyu und Gciriku. Die Sprache der Mbukushu ist das Mbukushu, das auch in Botswana gesprochen wird. Eine Verständigung zwischen Sprechern dieser einzelnen Sprachen ist möglich. RuKwangali besitzt unter den Kavango-Sprachen die meiste Literatur und ist auch am meisten verbreitet; seit der Unabhängigkeit Namibias ist Englisch einzige Amtssprache und entwickelt sich neben Verwaltung- und bevorzugter Unterrichtssprache auch zu einer Zweit- und Verkehrssprache, insbesondere in der Stadt Rundu.

### Gesellschaft und Religion
Die Kavango besitzen eine matrilineare Gesellschaftsstruktur, mit jeweils einem König bzw. einer Königin (hompa) in jedem der fünf Volksstämme als Oberhaupt der Gemeinschaft. Der/die König(in) wird zumeist erblich bestimmt und von einem Ältestenrat bestätigt. Diese Sozialstruktur hat auch Einfluss auf traditionelle Religion, Glaubenssysteme und Mythologie der Kavango, die monotheistisch ausgerichtet ist. Das Höchste Wesen (Gott) ist Karunga (die Mbukushu nennen es Nyambi) und hat eine Entsprechung im Glaubenssystem der Herero (Otjiherero für Gott: Omukuru). Die Himmelskörper helfen Karunga die Menschen gegen Dürre und Shadipinyi, den abtrünnigen Diener Gottes, zu beschützen. Auch Ahnenkult und Okkultismus nehmen im traditionellen Glauben der Kavango einen Stellenwert ein, wobei hier den Frauen eine große gesellschaftliche Rolle als spirituelle Heiler zukommt. Nur vereinzelt seit Beginn (und mehr seit der Mitte) des 20. Jahrhunderts wurden die Kavango missioniert und sind heute zu rund 80 % Christen, wobei traditionelle Mythologien einen parallelen Stellenwert besitzen.
In ähnlicher Weise stehen auch traditionelle (weltliche) Gesetze – seit 1990 in der Verfassung Namibias verankert – und moderne kulturelle Einflüsse in einem spannungsvollen Verhältnis. Mpo, das RuKwangali Wort für Kultur, steht für junge Menschen oft nurmehr für traditionelle Kultur, wohingegen kulcha, eine Namlish-Ableitung aus dem englischen Wort culture für moderne Kultur (=Popkultur) steht. Das RuKwangali Wort für Lebensstil/Way of life heißt Nkareso.